# لوپولدسهاگن
لوپولدسهاگن (به آلمانی: Leopoldshagen) یک شهر در آلمان است که در فرپومرن-گرایفسوالد واقع شده‌است. لوپولدسهاگن ۶۷۲ نفر جمعیت دارد.